# Linzi Hateley
Linzi Hateley (Birmingham, 23 d'octubre de 1970) és una actriu de teatre anglesa, que actualment és una de les protagonistes de la producció del West End del musical Mamma Mia!. La seva interpretació de "Donna" començà el 5 de març del 2007.
Quan era una nena Hateley assistí a la Italia Conti Academy. Va aparèixer com una de les òrfenes al musical Annie i a la televisió en diversos episodis de la sèrie infantil de la BBC Grange Hill. El primer paper protagonista de Hateley va ser el personatge titular del musical Carrie, tant a Stratford-Upon-Avon com a Broadway; quan només tenia 17 anys.
A Londres, Hateley va protagonitzar la producció original de Joseph and the Amazing Technicolor Dreamcoat com "La Narradora" (paper pel qual va ser nominada a un Premi Olivier), "Nancy" a Oliver!, "Eponine" a Les Misérables, "Roxie Hart" a Chicago, "Martha" a la producció original The Secret Garden, "Winifred Banks" a la producció original de Mary Poppins i, actualment, "Donna" a Mamma Mia!.
Hateley ha publicat 4 discs en solitari:
- For The First Time
- Sooner or Later
- True Colours.

El 2008 enregistrà una cançó pel Act One - Songs From The Musicals Of Alexander S. Bermange, un àlbum de 20 nous enregistraments fets per 26 estrelles del West End, publicat al novembre del 2009 a
També es pot escoltar-la als CDs dels repartiments originals de "Joseph and the Amazing Technicolor Dreamcoat" i "Mary Poppins".

## Crèdits

### Teatre
- Carrie - Carrie White
- Les Misérables – Eponine
- Just So – Ocell Kola Kola
- Joseph and the Amazing Technicolor Dreamcoat – La Narradora
- Shakers - Nicky
- The Rise and Fall of Little Voice - Little Voice
- Peter Pan – Peter Pan
- Grease - Rizzo
- Cinderella - Cinderella
- Romance Romance - Barb
- Anyone Can Whistle - Nurse Fay Apple
- Divorce Me Darling - Hortense
- Into the Woods – Caputxeta Vermella
- The Rink - Angel
- Oliver! - Nancy
- Moving On
- The Secret Garden - Martha
- Love Songs
- On Your Toes
- Chicago - Roxie Hart
- Mary Poppins - Mrs Banks
- Mamma Mia! - Donna